# オズヴァルド・カヴァンドーリ

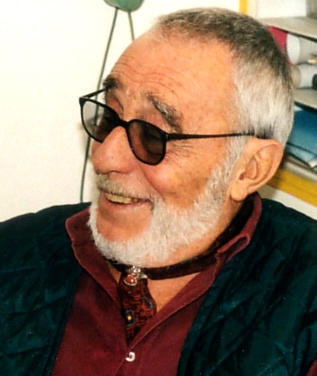
オズヴァルド・カヴァンドーリ

オズヴァルド・カヴァンドーリ（Osvaldo Cavandoli, 1920年1月1日 - 2007年3月3日）は、イタリアのカートゥーン作家。ペンネームがカヴァ(Cava)で知られ、最も有名な作品は『La Linea』(The Line)である。

## 経歴
1920年1月1日、イタリアのロンバルディア州ブレシア県トスコラーノ＝マデルノで生まれる。しかし、2歳の時にミラノへ引っ越した。1936年から1940年まで、アルファロメオでテクニカル・デザイナーとして働いた。
1943年、カヴァンドーリはカートゥーンへ興味を持つようになり、日本でも1974年から1975年にアニメ放送された『カリメロ』を作ったニーノ・パゴー(Nino Pagot)と一緒に働き始めた。
1950年、カヴァンドーリは独立し、ディレクターとプロデューサーとして働き始めた。そして、1969年、『La Linea』という作品を描いた。これは、簡素に描かれたカートゥーンだったため、カヴァンドーリは一躍有名になった。
2007年3月3日、ミラノで死去。87歳だった。